# Neudorf (Weismain)
Neudorf ist ein Dorf mit 103 Einwohnern und gehört zur Stadt Weismain im oberfränkischen Landkreis Lichtenfels im Norden des Freistaates Bayern.

## Geografische Lage
Neudorf befindet sich auf 488 m ü. NN auf einer Hochebene, etwa 500 Meter östlich des Bärentals. Die Hochebene gehört zu den nördlichen Ausläufern des Frankenjuras im Naturpark Fränkische Schweiz-Veldensteiner Forst. Der Stadtkern von Weismain befindet sich etwa 3,2 Kilometer nordwestlich. Die nächsten Ortschaften sind Krassacher Mühle, Krassach, Niesten, Görau, Wunkendorf, Herbstmühle und Wohnsig.

## Geschichte
Die unmittelbare Umgebung von Neudorf war spätestens ab dem 13. Jahrhundert als Rodungssiedlung bewohnt. Darauf weist der Fund eines Münzhortes aus dem späten 13. Jahrhundert hin. Es handelte sich um insgesamt 1331 Silberpfennige, die im Jahr 1952 durch einen Bauern beim Ackern gefunden wurden. Die Münzen waren in einem etwa zwölf Zentimeter hohen Tongefäß im Jahr 1291 vergraben worden, vermutlich infolge einer Katastrophe. Die erste urkundliche Erwähnung war 1330 als „Nwendorf“.
Der Vorgängerbau der heutigen Kirche St. Clemens, eine kleine, den Heiligen Clemens und Wendelin geweihte Holzkapelle, wurde erstmals 1520 erwähnt. 1734 wurde die zu klein gewordene Kapelle durch eine Kirche aus Sandstein im Barockstil ersetzt. Bis ins 19. Jahrhundert war sie ein beliebter Wallfahrtsort, an dem die Pilger bei Krankheiten des Viehs oder Unglücken im Stall zum heiligen Wendelin beteten.
Am 1. Januar 1978 wurde die seit 1818 eigenständige Gemeinde Neudorf aufgelöst und zusammen mit den Gemeindeteilen Görau, Herbstmühle, Krassach, Niesten, Seubersdorf nach Weismain eingemeindet. Der Gemeindeteil Zultenberg wurde dem Markt Kasendorf im Landkreis Kulmbach zugeschlagen.

### Einwohnerentwicklung
Die Tabelle gibt die Einwohnerentwicklung von Neudorf der jüngeren Zeit wieder.
| Jahr | Einwohner | Quelle |
| ---- | --------- | ------ |
| 2012 | 113       | [ 6 ]  |
| 2013 | 114       | [ 7 ]  |
| 2015 | 104       | [ 8 ]  |
| 2018 | 103       | [ 1 ]  |

## Vereine
- Freiwillige Feuerwehr Neudorf
- Kapellenbauverein Neudorf
- OGV Neudorf (Gartenbauverein)